# Христина Христова (говорителка)
Христина Христова е българска говорителка, известна и като Христина Кюркчийска.

## Биография
Христина Христова е родена през 1942 г. Баща ѝ е лекар. Като малка играе във фолклорните състави на Двореца на пионерите и Профсъюзния дом в София. Завършва Софийския университет, специалност Българска филология, с дипломна работа свързана с фолклор при проф. Петър Динеков. След дипломирането си осем години работи като солистка в Държавния ансамбъл за песни и танци на Филип Кутев. През това време се омъжва за композитора Красимир Кюркчийски.
През 1968 г. започва работа в телевизията. Първоначално работи в отдела за реклама и през 1970 г. е назначена за говорителка.
На един от първите свободни митинги през есента на 1989 г. организиран от партийната организация на Българската телевизия, тя се качва спонтанно на трибуната и прави нережисирано изказване за поколението на нейните родители, които като мнозинството български граждани са живели честно и са се стараели да оставят достойни следи в обществото. Тази нейна проява не се приема еднозначно от българското общество.
През 1991 г. се установява в Отава, Канада при дъщеря си. 
Тя е един от инициаторите и основателите на българското училище в Отава.
През 1993 г. сключва брак с канадския писател Кузма Тарасов, който е представител на християнската секта „Борци срещу Духа“, известни още като духоборци в Канада. Движението възниква в Русия през 18 век. Членовете му се отричат от църквата, иконите, разпятията и подкрепят равенството между хората. Бягайки от преследванията на царския режим, в края на 19 и началото на 20 в. повечето от членовете на сектата се установяват в Канада.

## Признание
- Паметен медал „П. Хилендарски“ на Държавната агенция за българите в чужбина[2]